# Jemioła (film)
Jemioła – polski film obyczajowy z 1988 roku.

## Występują
- Halina Winiarska – Zofia Wilkońska
- Ewa Kasprzyk – Julia, córka Zofii
- Ireneusz Kaskiewicz – ojciec Darka
- Andrzej Buszewicz – dziadek Darka
- Piotr Pawłowski – lekarz
- Krzysztof Kołbasiuk – Witold, mąż Julii
- Marek Frąckowiak – listonosz
- Wiesława Grochowska – sąsiadka
- Mariusz Jagoda – Darek Sołoduch